# 迷鱧屬
迷鱧屬又名謎鱧屬 （學名：Aenigmachanna）為輻鰭魚綱攀鱸目鱧亞目迷鱧科下唯一一屬。曾於2019年建立在鱧科下的新屬，暫產1屬1種，並於2020年建立迷鱧科並將本屬從鱧科中歸入此科下，模式種為咕嚕謎鱧（Aenigmachanna gollum），種小名取自《魔戒》(The Lord of the Rings）中的角色「咕嚕」（Gollum），為迷鱧科內已知兩種中的一種地下洞穴魚類。模式產地為印度南部喀拉拉邦，當咕嚕謎鱧於2019年被描述為單屬種後，而後在同年晚些的曼氏謎鱧（A. mahabali）被描述為一個獨特的物種，成為本屬被正式描述的第二個物種。 

## 分類

### 物種
該屬下有2種：
- 咕嚕謎鱧 （Aenigmachanna gollum） Britz, Anoop, Dahanukar and Raghavan, 2019 ：又名咕嚕迷鱧
- 曼氏謎鱧（Aenigmachanna mahabali） Kumar, Basheer, and Ravi, 2019：又名曼氏迷鱧